# 當我望向你的時候
《當我望向你的時候》（英語：Will You Look at Me）是黄树立執導、監製、編劇和剪輯的2022年紀錄短片，靈感來自他和母親的對話，並想以這部影片來獲取接納和愛。電影時長20分鐘，以超8毫米膠片錄影機拍攝，由於需要補拍，所以整個過程斷斷續進行了一年，並主要在溫州取景。
《當我望向你的時候》在第75屆坎城影展進行全球首映，之後在多個影展放映，同時收穫許多好評。電影獲得酷兒金棕櫚短片獎、墨爾本國際影展最佳紀錄短片獎、代森扎諾影展最佳短片獎、金馬獎最佳紀錄短片。

## 背景與製作
《當我望向你的時候》是黄树立的第二部短片。2020年末，黃樹立從紐約大學休學回到中國，與父母的朝夕相處讓他感到緊迫。隔年春節，母親在一次對話中發表對黃樹立生活的看法，這激發了他把同性戀身份认同的问题，重新開誠佈公地和父母聊一聊，因為之前「在我的意识里，我觉得他们并不接受我做自己的身份，他们在微信上关心的，也只是他们以为的『我』，跟真实的我并没有什么关系」，同時當時的他正迫切寻找自己在社会上位置的状态，「是同时在往内走和往外寻找的阶段」，所以這部片是给他自己、也是给家人的「一封影像书」和「關於恐懼、沈默和愛的私人文章」。
《當我望向你的時候》的素材是用超8毫米膠片錄影機拍攝，斷斷續續進行了一年，並主要在溫州取景。談及為何選用膠片拍攝，他表示這種媒介让自己对拍摄对象的凝视能够有温度，再加上具有時代的屬性，看看是否「会抵达、回溯父母年輕時候的那个年代」，但這樣創作成本高、拍攝技巧要求提高和提防膠片曝光，他稱其為「一个非常折磨人的过程，但正是这种焦灼的状态，反而让我在创作的过程中一直保持清醒」。黃樹立表示原本這部片是拍給父親，但剪輯時很「自然」把重心落在自己與母親的故事。他補充，剪輯師杨洋在剛開始幾天陪同他把素材形成基本的結構，之後自己「一个人扎进漫长黑夜的探索」，並在過程中「不断地向自己的回忆索取，向自己的内心发问」。黃樹立把畫面剪在一起後，再撰寫腳本，並根據延伸出的文字意象再進行補拍，整個剪輯過程共持續半年。音樂部分則由尼古拉斯·維爾海格（Nicolas Verhaeghe）和電影學院的同學郭境熙負責。

## 情節大綱
《當我望向你的時候》以黃樹立用畫外音講述自己初中時與成年男性約會時被母親發現，兩人從此不再交談此事為出發點。之後透過「日記般」且「碎片化」的形式來紀錄黃樹立的好友、男友、父母、陌生人，及溫州市區和郊外。當中穿插導演的個人獨白，及與母親的對話（主要圍繞母親對於黃樹立的生活和同性戀身份的抱怨）。電影後半段，黃樹立提到兩人應該對望，母親拒絕，更開始責備自己把兒子弄成如今這個樣子，之後兩人痛哭起來。《當我望向你的時候》以母親在車水馬龍的道路望向導演的瞬間結束，這也是黃樹立最喜歡的鏡頭。

## 上映
義大利發行商Lights On取得《當我望向你的時候》的全球發行權。影片在第75屆坎城影展「國際影評人週」單元舉行全球首映，並在温哥华国际电影节舉行北美首映，後者官方稱讚其「是部感人又精彩的電影，由一個正在尋找希望和人生意義的男人創作，同時期盼自己和母親能像對方所希望的那樣相愛」。《當我望向你的時候》也在墨尔本国际电影节、香港國際電影節、漢普頓國際影展、高雄電影節、德國萊比錫國際紀錄片暨動畫片影展、巴利亞多利德國際影展、蒙特婁世界影展、台北金馬影展、北京國際短片聯展等影展舉行放映。

## 反響

### 專業評價
電影在影展上映後取得廣泛好評。法國影評人瑪麗-波琳·莫拉雷特（Marie-Pauline Mollaret）稱這部電影是封「令人心疼的告別信」，認為字裡行間中「將癡迷於準則的文化描繪得引人入勝，強迫敘述者成為單純的虛影」。《Vogue服飾與美容》的柳莺表示初看《當我望向你的時候》時「对往事和自我的极度坦诚所震惊」，覺得「各种炙热的情感在看似平静的画面下沸腾着，几乎要将观众灼伤」，最後總結這個作品「私人」和「具有强烈的普世性」。dianyingblog認為這部原創電影「引人注目」，並表示其「證明了他以（自身）導演的技巧讓這部個人成述搖身一變成為扣人心弦的影作」。

### 榮譽
《當我望向你的時候》入圍第75屆坎城影展國際影評人週萊茲電影發現獎，並拿下酷兒金棕櫚短片獎。電影贏得第70屆墨爾本國際影展、第4屆代森扎诺影展、第65屆德國萊比錫國際紀錄片暨動畫片影展、第23屆聖地牙哥亞洲影展和第59屆金馬獎的最佳短片或最佳記錄短片類獎項，並在第4屆卡斯特罗维拉里影展奪得最佳剪輯獎。《當我望向你的時候》還贏得第21屆Concorto影展年輕評審團特別推薦獎和第13屆紐約紀錄片展特別推薦獎。